# Trung Thành, Vị Xuyên
Trung Thành là một xã thuộc huyện Vị Xuyên, tỉnh Hà Giang, Việt Nam.

## Địa lý
Xã Trung Thành có vị trí địa lý:
- Phía đông giáp xã Bạch Ngọc
- Phía tây giáp huyện Bắc Quang và xã Việt Lâm
- Phía nam giáp huyện Bắc Quang
- Phía bắc giáp thị trấn Nông trường Việt Lâm và xã Ngọc Linh.

Xã Trung Thành có diện tích 56,40 km², dân số năm 2019 là 6.032 người, mật độ dân số đạt 107 người/km².

## Hành chính
Xã Trung Thành được chia thành 9 thôn, bản: Chung, Trung Sơn, Bản Tàn, Đồng, Minh Thành, Tấng, Thủy Lâm, Hai Lồng, Khuổi Cạc.

## Lịch sử
Trước đây, Trung Thành là một xã thuộc huyện Bắc Quang.
Ngày 18 tháng 11 năm 1983, Hội đồng Bộ trưởng ban hành Quyết định 136-HĐBT về việc chuyển xã Trung Thành thuộc huyện Bắc Quang về huyện Vị Xuyên quản lý.